# Aristolochia tubiflora
Aristolochia tubiflora Dunn – gatunek rośliny z rodziny kokornakowatych (Aristolochiaceae Juss.). Występuje naturalnie w Chinach, w prowincjach Anhui, Fujian, Gansu, Guangdong, Kuejczou, Henan, Hubei, Hunan, Jiangxi, Syczuan i Zhejiang oraz w regionie autonomicznych Kuangsi.

## Morfologia
PokrójBylina pnąca o nagich, prążkowanych i kanciastych pędach zawierających czerwony sok.
LiścieMają owalnie sercowaty kształt. Mają 3–15 cm długości oraz 3–16 cm szerokości. Nasada liścia ma sercowaty kształt. Z tępym lub ostrym wierzchołkiem. Ogonek liściowy jest nagi i ma długość 2–10 cm.
KwiatyZygomorficzne. Pojedyncze lub zebrane w parach. Mają ciemnopurpurową barwę. Dorastają do 4–5 mm długości i 1–2 mm średnicy. Mają kształt wyprostowanej lub lekko wygiętej tubki. Łagiewka jest kulista u podstawy. Podsadki mają owalny kształt.
OwoceTorebki o cylindrycznym kształcie. Mają 2,5 cm długości i 1,5 cm szerokości. Pękają przy wierzchołku.

## Biologia i ekologia
Rośnie w lasach. Występuje na wysokości do 1700 m n.p.m. Kwitnie od kwietnia do sierpnia, natomiast owoce pojawiają się od października do grudnia.